# Oligia minuscula
Oligia minuscula là một loài bướm đêm trong họ Noctuidae.